# 1515 en littérature
| Années de la littérature : 1512 - 1513 - 1514 - 1515 - 1516 - 1517 - 1518    |
| Décennies de la littérature : 1480 - 1490 - 1500 - 1510 - 1520 - 1530 - 1540 |

Cet article présente les faits marquants de l'année 1515 en littérature.

## Événements
- L’imprimeur Christoph Froschauer s'installe à Zurich. Il succède à son ancien patron Hans Rüegger en 1517[1].

## Parutions
- 15 mars : De asse, ouvrage de numismatique de Guillaume Budé, publié à Paris chez Josse Bade[2].

- Octobre : édition anonyme à Haguenau du pamphlet allemand contre l'Église et les adversaires de Reuchlin Lettres des hommes obscurs, attribuées au chevalier allemand Ulrich von Hutten et à Crotus Rubeanus (Johannes Jäger), augmenté et réédité en 1516 et 1517[3].

## Théâtre
- Mai : représentation à Paris de Sotye nouvelle des croniqueurs, pièce en vers de Pierre Gringore[4].

## Naissances
- 28 mars : Thérèse d'Avila.

- Roger Ascham, écrivain et pédagogue anglais, renommé pour l'élégance de son style latin († 1568).
- Lodovico Domenichi, traducteur et écrivain italien († 1564).